# Srokowo
Srokowo (Duits: Drengfurth) is een dorp in de Poolse woiwodschap Ermland-Mazurië. De plaats maakt deel uit van de gemeente Srokowo en telt 1400 inwoners.